# Iusup Abdusalomov
Iusup Abdusalomov (n. 8 noiembrie 1977, Ansalta⁠(d), RSFS Rusă, URSS) este un luptător ce a reprezentat Rusia, medaliat olimpic. A participat la 3 ediții ale Jocurilor Olimpice (2004, 2008, 2012) în care a câștigat o medalie de argint.